# Cordulisantosia machadoi
Cordulisantosia machadoi – gatunek ważki z rodziny szklarkowatych (Corduliidae).